# Guttermouth
Guttermouth és un grup estatunidenc de punk rock format l'any 1989 a Huntington Beach. Ha publicat nou àlbums d'estudi de llarga durada i dos àlbums en directe i ha realitzat nombroses gires, incloses actuacions al Warped Tour. És conegut per les seves lletres provocadores, irreverents i sovint sarcàstiques. Aquest comportament de vegades ha ocasionat problemes al grup, com la prohibició d'actuar al Canadà durant divuit mesos i abandonar el Warped Tour de 2004 enmig de la polèmica sobre les seves opinions polítiques i actitud cap a altres bandes en què el cantant Mark Adkins sovint insultava obertament altres grups des de l'escenari, cridant que bandes com Simple Plan i My Chemical Romance es preocupaven més per la seva roba de moda i popularitat que per la qualitat de la seva música.

## Història
L'estiu de 1989, Guttermouth va començar a actuar a Huntington Beach i al comtat d'Orange, creant un petit però entusiasta grup de seguidors dels seus concerts enèrgics i caòtics. La seva música va estar influenciada per l'escena punk rock de Los Angeles de la dècada del 1980 formada per bandes com The Adolescents, The Vandals, Social Distortion, Descendents, Angry Samoans, Bad Religion i Black Flag. El 1991, el segell discogràfic local Dr. Strange Records els va fitxar i van entrar a l'estudi de gravació Westbeach Recorders per a enregistrar el seu primer disc de 7 polzades, Puke. Aquell any van llançar un altre 7 polzades, Balls, i finalment el seu primer LP, titulat LP Full Length.
El 1994, els membres de Guttermouth es preparaven per a compondre un segon àlbum  quan van rebre una oferta del cantant de The Offspring Dexter Holland, que arran de l'èxit del seu grup estava començant un segell discogràfic independent i volia publicar el següent àlbum de Guttermouth com a primera referència de Nitro Records, Friendly People. Van rodar un videoclip per a la cançó «End on 9» i Guttermouth va romandre amb Nitro Records durant els següents cinc anys amb el compromís de publicar un àlbum cada any. El 1994 l'èxit de l'àlbum Smash de The Offspring i del Dookie de Green Day havia enlairat l'escena punk rock del Sud de Califòrnia a nivells desconeguts. Gràcies a la seva amistat amb The Offspring i al seu nou contracte discogràfic amb Nitro Records, Guttermouth es va trobar embarcat en les seves primeres gires internacionals. Tanmateix, el seu comportament obscè i l'actitud punk sovint els feia estar en desacord amb les altres bandes, públics i llocs on tocaven. Després de sis mesos de gira amb aquesta reputació, Guttermouth es va trobar amb la prohibició d'actuar en nombroses ciutats i sales i a la llista negra de moltes de les bandes amb les quals podien fer una gira.
El cantant Mark Adkins va ser arrestat i empresonat l'any 1995 acusat d'incitació a un motí durant un concert de Guttermouth al Glen Helen Blockbuster Pavilion de San Bernardino.
L'any 2000 Guttermouth va signar amb Epitaph Records, el segell dirigit per Brett Gurewitz de Bad Religion que havia crescut durant la dècada del 1990 fins a convertir-se en un dels segells independents més grans del país. Per al seu àlbum de 2001 Covered With Ants, la banda va combinar el seu so punk rock amb instruments que no havien utilitzat abans com l'orgue, el banjo i el violí. Es va gravar un videoclip per a la cançó «She's Got the Look» i la banda va continuar de gira. El concert a la House of Blues d'Anaheim va ser filmat i publicat per Kung Fu Records en DVD, tot i que la part final del concert amb «Perfect World» va ser eliminada del DVD perquè es podia veure un menor bevent alcohol a l'escenari amb el grup.
El desembre de 2008 Adkins va anunciar que la banda havia tornat a Hopeless Records, un dels seus primers segells discogràfics, en la celebració del seu 20è aniversari, i que Guttermouth estava treballant en un nou àlbum.
Després d'una pausa i una gira el 2013, Adkins es va traslladar a Mèxic i va reformar la banda el 2015. Guttermouth, a través Bird Attack Records i Rude Records, va publicar Got it Made, un EP de sis cançons, el 15 de juliol de 2016. La banda va seguir amb un altre EP d'estudi titulat New Car Smell el 2017, juntament amb una gravació en directe titulada The Whole Enchilada.

## Discografia
- Puke (EP, 1991)
- Balls (EP, 1991)
- Full Length LP (1991)
- 11oz. (EP, 1993)
- Friendly People (1994)
- Teri Yakimoto (1996)
- Musical Monkey (1997)[9]
- Live from the Pharmacy (directe, 1998)
- Gorgeous (1999)
- The Chicken & Champagne EP (2000)
- Covered with Ants (2001)
- Gusto (2002)[10]
- Eat Your Face (2004)[11]
- Shave the Planet (2006)[12]
- New Car Smell (EP, 2016)
- Got It Made (EP, 2016)
- The Whole Enchilada (directe, 2017)